# ディナール地震
ディナール地震（ディナールじしん、1995 Dinar earthquake）では、1995年10月1日19時57分（当時の現地時間、UTC+2）にトルコで発生した地震について解説する。トルコ、エーゲ海地方、アフィヨンカラヒサール県、ディナール北緯38度03分47秒 東経30度08分02秒 / 北緯38.063度 東経30.134度の深さ33.0キロメートルを震源とし、地震の規模を表すマグニチュードはMw 6.2 - 6.4だった。震央はディナール＝シブリル断層 (Dinar-Çivril fault) に近接していた。
この地震が起きるわずか9日前には、公共部門で働く35万人以上の労働者がストライキを敢行するという、政情不安の最中にあった。前震が1995年9月26日まであり、最大マグニチュードは5.1を記録していた。これがため、付近の住民は屋外で就寝することになり、10月1日の本震による死者数は低減した可能性がある。文献により異なりはするが、この地震で90人から95人が死亡し、200人以上が負傷した。
2,473戸の家屋が全壊し、1,218戸が半壊、2,076戸が部分損壊した。トルコ政府は、地震の被害を受けた人のために、5000戸の家屋を建設すると明らかにした。